# Carine Lacroix
Pour les articles homonymes, voir Lacroix.
Carine Lacroix, est comédienne et auteure de théâtre française.

## Biographie

### Formation et début de carrière comme comédienne
Sa vocation à l'écriture et au théâtre est née très tôt, à l'âge de dix ans, ainsi qu'elle le raconte régulièrement : « Je suis née à l’âge de dix ans quand mes parents ont quitté Paris pour une année buissonnière à sillonner l’Europe dans un camping-car. Pour remplacer l’école, il fallait écrire, jouer dehors, inventer des langues, visiter des ruines, dormir à la belle étoile et éventuellement résoudre des "problèmes" d’algèbre. Cette année-là s’est révélée déterminante et a largement influencé mon goût de l’écriture, du voyage, des clochards célestes, du hors champ et mon dégoût des maths. »
Après des études de Lettres à Tours, elle prend des cours d’art dramatique dans l'école de Jean-Laurent Cochet et devient comédienne, métier qu'elle exerce pendant une dizaine d'années avant de se consacrer pleinement à l'écriture, essentiellement de théâtre.

### Carrière d'auteure
En 2006, elle écrit en résidence à la Chartreuse Villeneuve-lès-Avignon L’Insomniaque.
De janvier à décembre 2011 elle entre en résidence à La Mie de pain, foyer parisien à destination des jeunes travailleurs, qui a pour thème « l’objet de plaisir et la dépendance ». Outre ses interventions lors d'ateliers d’écriture ou de séances de lecture publique, elle écrit A cran, pièce consacrée à la violence urbaine et masculine.
En 2013, elle reçoit le prix Durance-SACD-Beaumarchais pour Une fille sans personne, L'avant-scène théâtre.
Le 20 mars 2019, elle est lauréate du tout premier prix Café Beaubourg pour On dormira quand on sera mort, paru aux éditions Quartett. Le jury, présidé par Jean-Marie Besset, réunit Laure Adler, Christophe Barbier, Anne Delbée, Arielle Dombasle, Michel Fau et Jean Varela.  Rendant hommage à la lauréate, Anne Delbée explique le choix du jury : « Dans tout ce qu'on a lu, et on a lu de très belles choses, il y a eu tout à coup quelque chose d'original, une atmosphère comme dirait Arletty. Il y a quelque chose qui n'appartient qu'au grain de l'écriture, [...] un parfum spécial. Pour moi, c'est ça une œuvre d'art. »

## Œuvres

### Publiées
- 2007 : Burn baby burn, L'avant-scène théâtre  (ISBN 978-2-7498-1021-8)
- 2013 : Une fille sans personne, L'avant-scène théâtre  (ISBN 978-2-7498-1255-7)
- 2018 : Crayons de couleuvres, Éditions Lansman, Belgique, 42 p.  (ISBN 978-2-8071-0177-7)
- 2018 : On dormira quand on sera mort, préface Joëlle Gayot, Éditions Quartett, 95 p.  (ISBN 978-2-916834-75-7)

### Radiophoniques
- 2012 : Écoute, diffusion France Culture[1]
- 2014 : On dormira quand on sera mort, diffusion France Culture

### Inédites
- 2003 : Le Café des roses
- 2006 : L’Insomniaque
- 2011 : A cran
- 2012 : Le Torticolis de la girafe

### Autres
- 1999 : La Confession en tant qu'interprète
- 2000 : À quoi tu joues en tant que scénariste

## Mise en scène et diffusion des textes
- 2003 : création de Le Café des Roses, mise en scène Marc Goldberg, théâtre du Proscenium
- 2010 : création de Burn baby burn, mise en scène Anne-Laure Liégeois, Studio-Théâtre de la Comédie Française
- 2012 : création de Le Torticolis de la girafe, mise en scène Justine Heynemann, théâtre du Rond-Point
- 2013 : Une fille sans personne, mise en espace Murielle Magella, festival de la Correspondance de Grignan